# Pierre Mezinski
Pierre Mezinski, né le 1er juillet 1950 à Neuilly-en-Dun (Cher), est un auteur de littérature d'enfance et de jeunesse et de quelques romans policiers et historiques.

## Biographie
Il est diplômé de Lettres classiques, mais devient musicien professionnel. Après des années difficiles, il abandonne la musique pour se consacrer un temps à l'enseignement auprès de jeunes en réinsertion sociale.  Dès 1983, une grande partie de son œuvre, essentiellement des romans policiers et des romans de littérature d'enfance et de jeunesse, est coécrite avec Corinne Bouchard sous le pseudonyme de Marie et Joseph.
Sous son patronyme, il signe surtout des romans historiques et des ouvrages pour la jeunesse.

## Œuvres

### Romans
- Simon Rouverin, le forçat du canal (Calmann-Lévy, 1992)  Ce roman a reçu le Prix Eugène Dabit du roman populiste 1992
- Les Patriotes (Calmann-Lévy, 1994)
- Lucky Punch (Calmann-Lévy, 1995)
- Ceux de la vierge obscure (Seuil, coll. « Points. Policier » no 794, 2000)

### Ouvrages de littérature d'enfance et de jeunesse
- Les Chercheurs d'or du Mont Pilat (Clé international, 1992)
- La Corde (Clé international, 1992)
- Le Chat rouge (Mango, 1993)
- Le Roi des oropales (Gallimard, coll. « Page blanche », 1993)
- Trafic à la gare de Norvège (Nathan, coll. « Pleine Lune », 1994)
- Le Zonzon de Fleury (Calmann-Lévy, 1995)
- Les Mystères de la chambre close (Hachette, coll. « Histoires masquées », 1997)
- Poker matou (Mango jeunesse, 2003)
- Depuis que mon père est au chômage... (La Martinière Jeunesse, coll. « Oxygène », 2005)

### Autres publications
- Histoire de la bijouterie à Saint-Amand-Montrond (La Remembrance, 1998)
- La Drogue, vous êtes tous concernés (La Martinière, 1999)
- La Cuisine berrichonne de Hugues Lapaire (La Remembrance, 1999)
- Métier écrivain, illustrations Pascal Lemaître (De La Martinière Jeunesse, 2007)

### Autobiographie
- L'Enfant de la campagne (La Martinière Jeunesse, coll. « Confession », 2007)
- Mauvais coup (La Martinière Jeunesse, coll. « Confession », 2007)